# أقارى
الأقارى أو الأقاري أو كماذريوس أو طوقريون مخزني أو خماذريوس أو كمادريوس (الاسم العلمي Teucrium chamaedrys) وخمادريوس باليونانية تعني (بلوط الأرض)، هي عشبة من فصيلة الشفوية معمرة يصل ارتفاعها 10-30 سم، ساقها نحيلة مسطحة، أوراقها مسننة، نصلها خملي الصفحة السفلى، أزهارها هاضمية التجميع هامية الارتكاز ذات لو أرجواني يدوم أزهرارها من شهر أيار إلى شهر أيلول. تستعمل أوراقها وأزهارها كمدرة للبول ومعرقة خافضة للحرارة.

## معرض صور

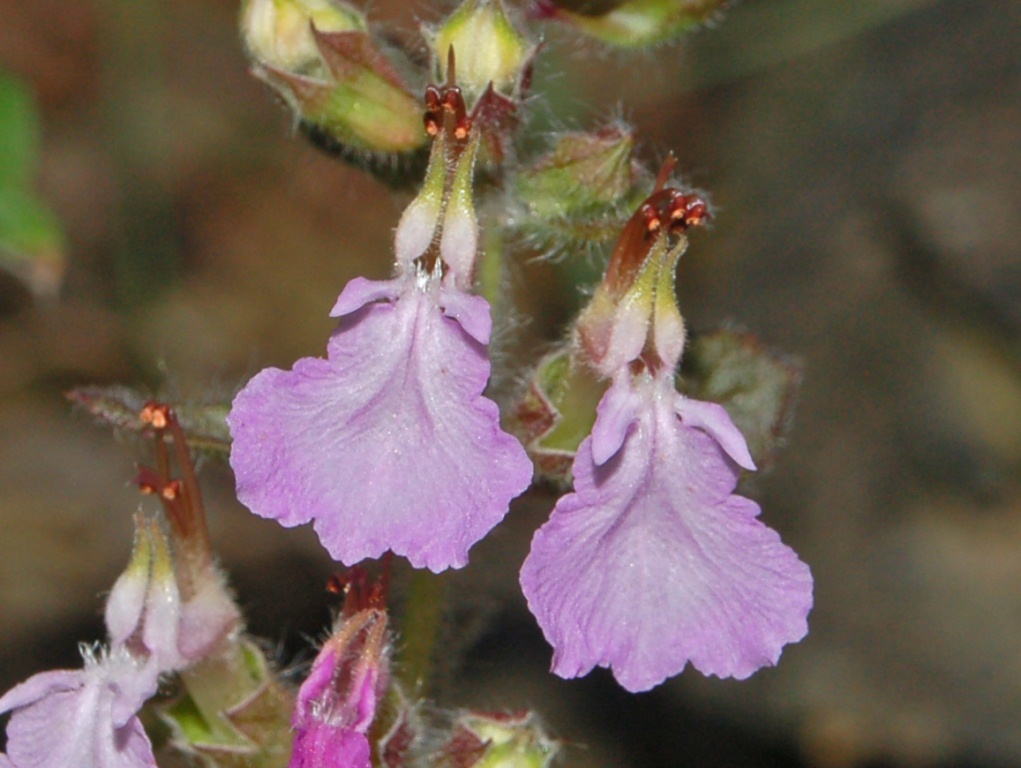
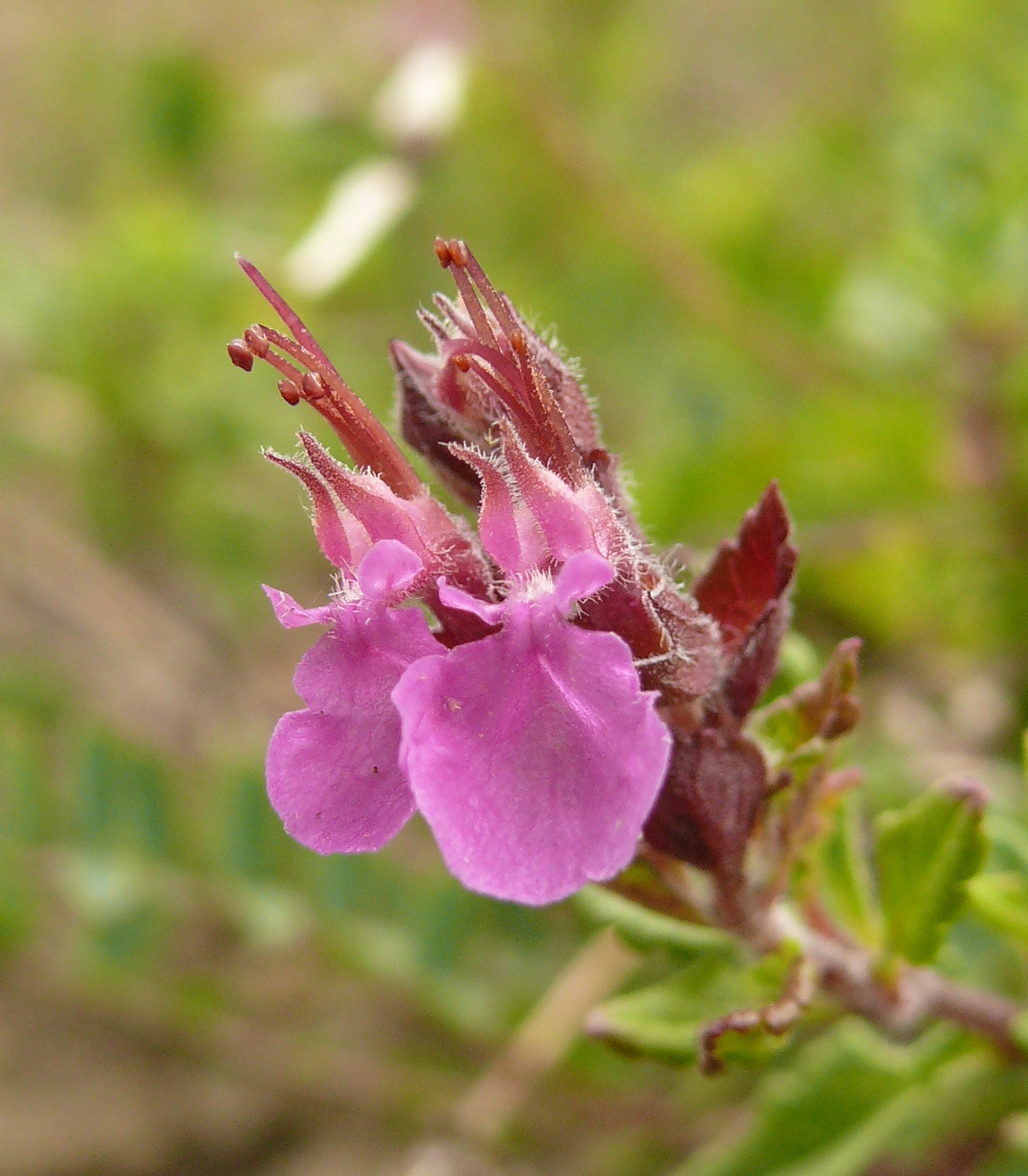
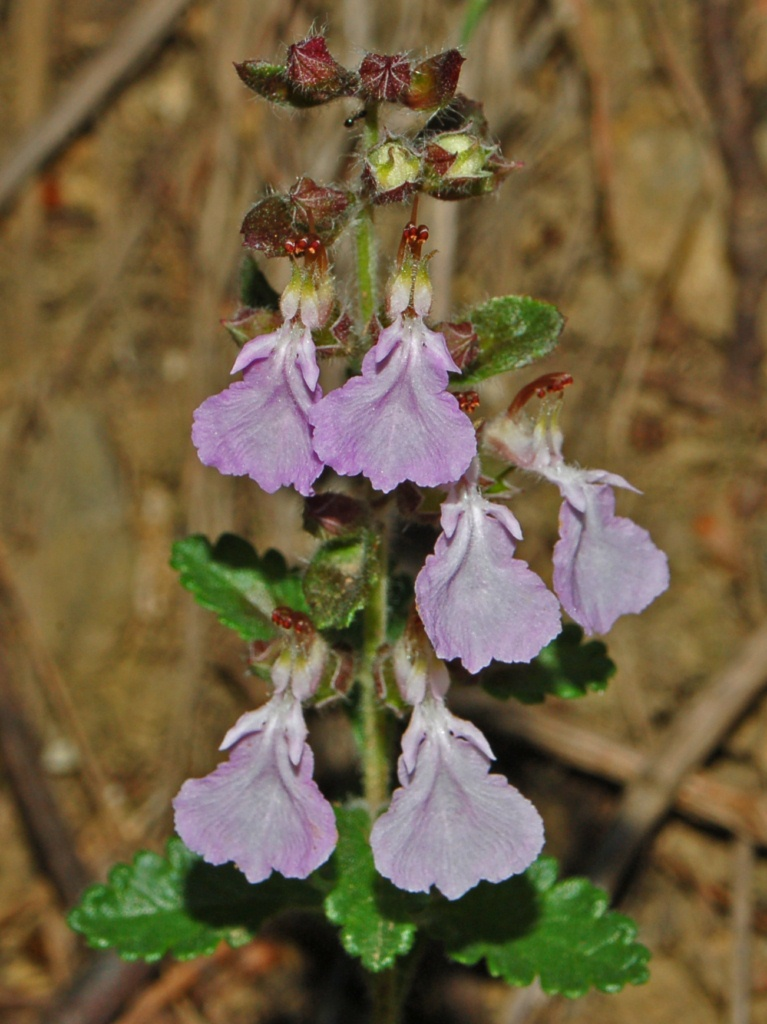
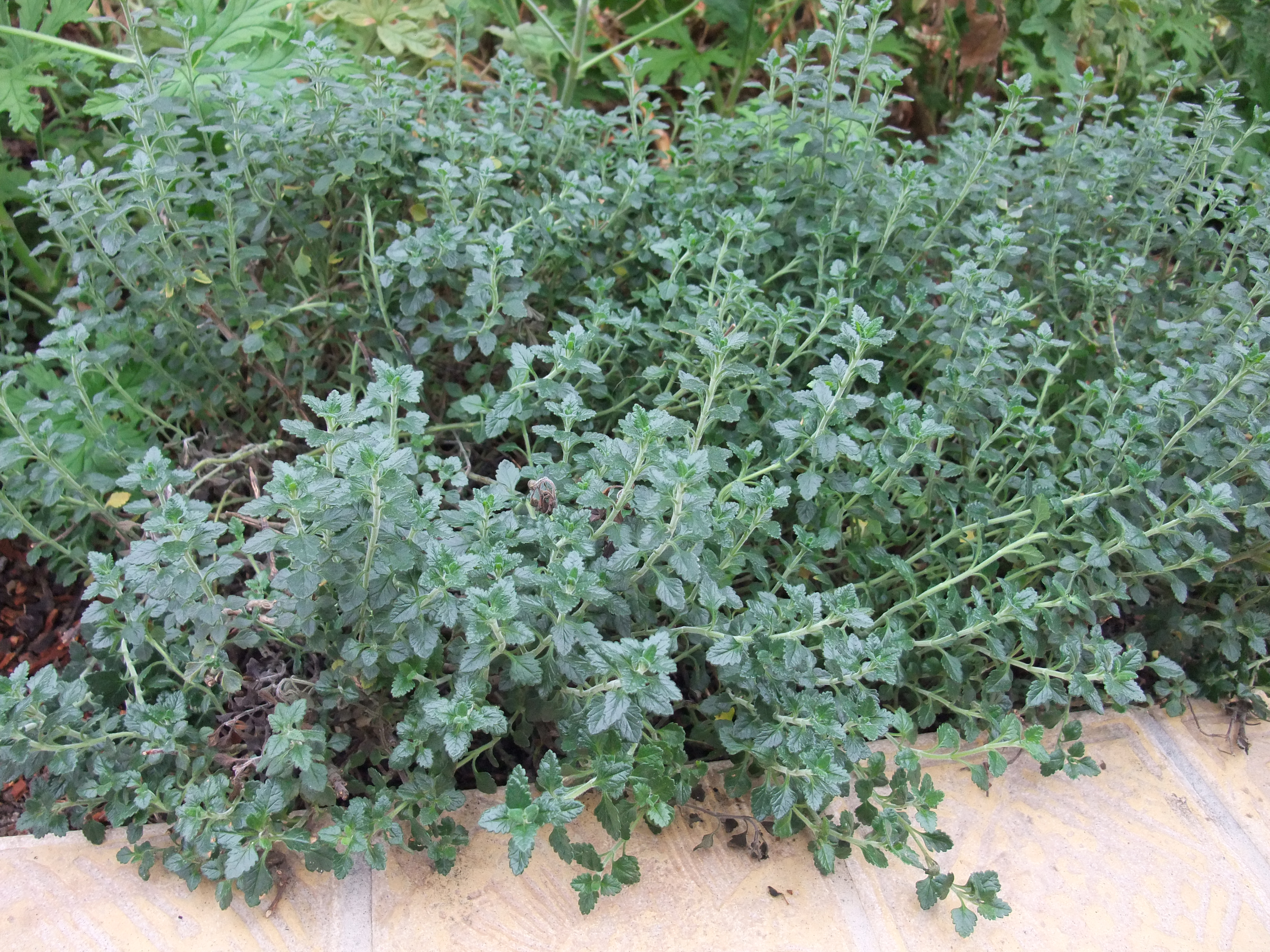
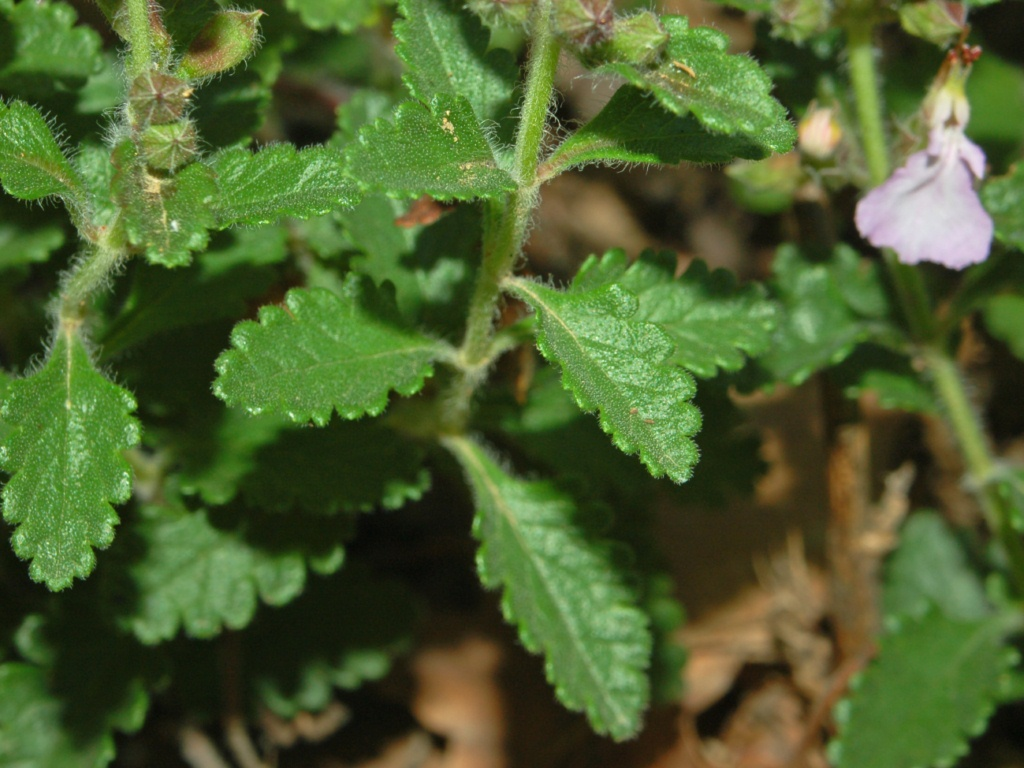

## الروابط الخارجية
- Teucrium chamaedrys, Missouri Botanical Garden
- Teucrium chamaedrys, Plants for a Future database
- Teucrium chamaedrys, University of Arizona Pima County Cooperative Extension, Tucson Arizona USA